# أورخان محمد علي
أورخان محمد علي، مهندس وكاتب ومؤلف وأديب من العراق من أصل تركماني، ولد في 24 شعبان 1356 هـ/30 تشرين الأول 1937م، بمدينة كركوك، وأتم دراسته الأولية فيها ثم أكمل دراسته الجامعية في تركيا بمدينة إسطنبول، وتخرج من كلية الهندسة المدنية عام 1963م، ثم أجتهد في طلبه العلم حتى حصل على شهادة الماجستير، وله الكثير من المؤلفات العلمية والدينية، وترجم بعض الكتب من اللغة التركية والانكليزية إلى اللغة العربية.
ومن شغفه في طلب العلم فقد التحق بالدراسة المسائية في الجامعة المستنصرية ببغداد في كلية الإدارة والاقتصاد، وتخرج منها حاصلا على شهادة البكلوريوس في علم الاقتصاد عام 1976م.

ولقد أشتهر بمؤلفاته وتحقيقاته وترجمته للكتب التي ترد على نظرية التطور وتدحضها، ومعظم كتبه تتضمن مسائل وأفكار لنقد الالحاد ونقد نظرية التطور.

## من أهم مؤلفاته وإنجازاته
لقد كتب أورخان محمد علي الكثير من الكتب العلمية والأدبية حيث يتجاوز عدد المطبوع منها 63 كتابا، وله الكثير من المقالات المنشورة ولهُ دروس وندوات تلفازية، بثها التلفاز، ومن أهم مؤلفاتهِ التالية:
- في نظرية التطور: هل تعرضتَ لغسيل الدماغ؟ مترجم.
- دارون ونظرية التطور، كتاب مترجم عن اللغة التركية.
- النظريات العلمية ونظرية التطور، مترجم عن اللغة الانجليزية.
- تهافت نظرية التطور أمام العلم الحديث.
- نظرية التطور ليست ثابتة.
- مناقضة علم الكيمياء لنظرية التطور.
- مناقضة علم الفيزياء لنظرية التطور.
- سجل المتحجرات يتحدى نظرية التطور، مترجم عن اللغة الانجليزية.
- سعيد النورسي: نظرة عامة عن حياته.
- سعيد النورسي: رجل القدر في حياة أمة.[7]
- معجزة خلق الإنسان.
- السلطان عبد الحميد الثاني حياته وأحداث عهده.
- الإنسان ومعجزة الحياة
- روائع من التاريخ العثماني.[8]
- موقف الدين من العلم.
- حوار حول الحقيقة.
- حوار بين مؤمن وكافر.
- حوار حول القضاء والقدر.
- أسرار الذرة.
- الانفجار الكبير أو مولد الكون.
- موقف الدين من العلم - مترجم من اللغة التركية.
- حوار حول القضاء والقدر - مترجم من اللغة التركية.
- حوار حول الحقيقة - مترجم من اللغة التركية. (غير مطبوع).
- حوار بين مؤمن وكافر - مترجم من اللغة التركية.
- أسئلة العصر المحيرة - مترجم من اللغة التركية.
- الموازين:أضواء على الطريق: مترجم من اللغة التركية.
- تحليل جديد لأفكار فرويد: مترجمة عن التركية (غير مطبوع).
- أضواء قرآنية: مترجم من اللغة التركية.
- رسائل إلى مبشر: تأليف: أورخان محمد علي (غير مطبوع).
- سعيد النورسي لدى مفكري الغرب: مترجم من اللغة الانجليزية.
- ملامح الجيل المرتقب - مترجم من اللغة التركية.
- القرآن المذهل: مترجم من اللغة الانجليزية.
- ترانيم روح وأشجان قلب - مترجم من اللغة التركية.
- مسرحية : السلطان عبد الحميد - مترجم من اللغة التركية.
- الفرصة الأخيرة - قصص قصيرة - مترجم من اللغة التركية.
- كيسان من الذهب - قصة للأطفال - مترجم من اللغة التركية.
- ثلاثة أجيال أمام المحكمة - قصة تاريخية لعائلة عثمانية - مقال.[9]
- الماسونية وأسرار المعبد - مقال.[10]
- كيف تنهار الدول؟ - قصة تاريخية.[11]
- تطور الأوضاع الثقافية في تركيا: من عهد التنظيمات إلى عهد الجمهورية.[12]

## وفاته
توفي أورخان محمد علي يوم الأثنين المصادف 23 صفر 1431هـ/8 شباط 2010م، عن عمر ناهز الثلاث والسبعين عاما.